# Weißhand-Kernbeißer
Der Weißhand-Kernbeißer (Eophona migratoria), auch Schwarzschwanz-Kernbeißer genannt, ist eine Finkenart aus der Unterfamilie der Stieglitzartigen. Die Art kommt ausschließlich in Asien vor.

## Erscheinungsbild

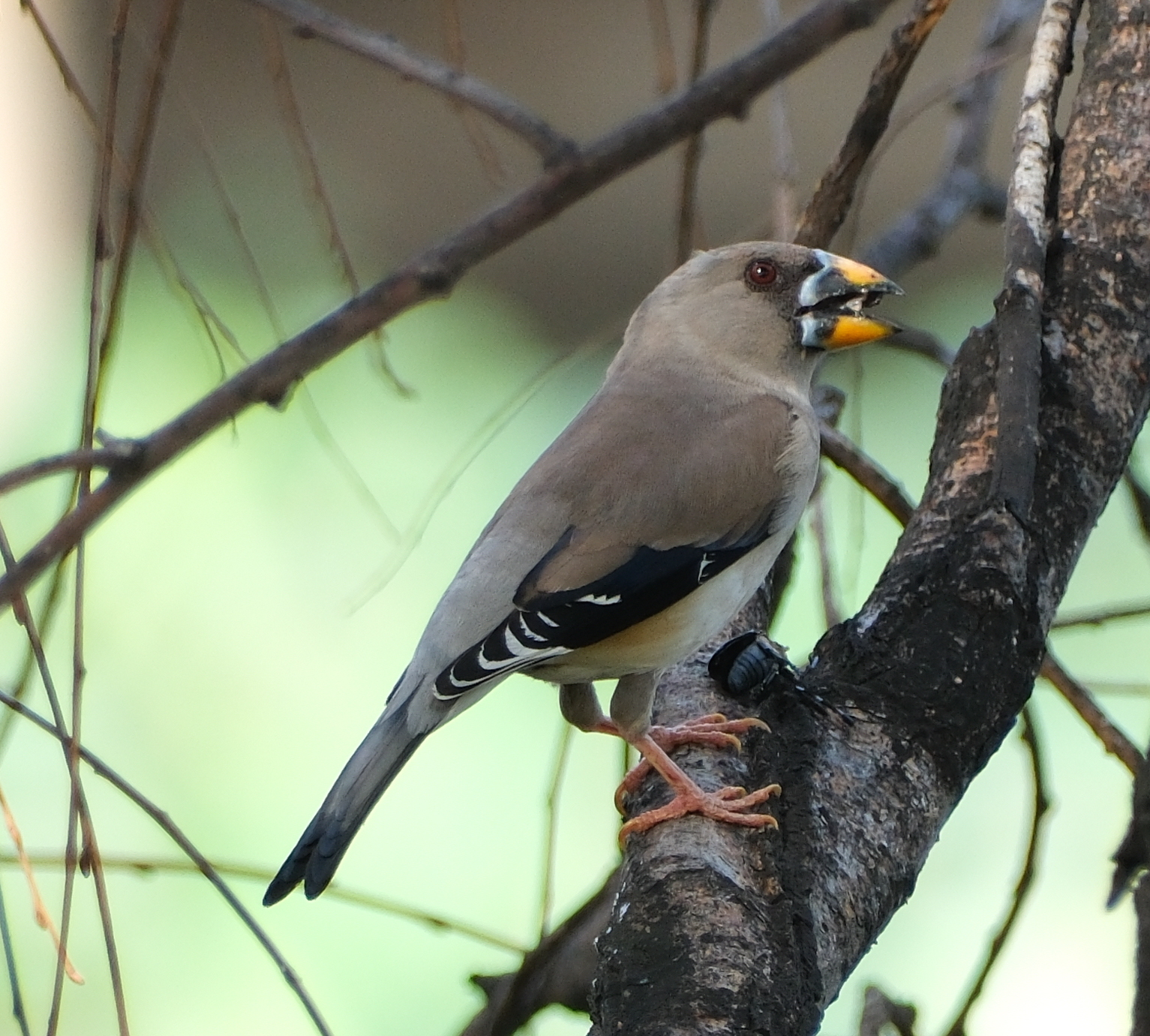
Weiblicher Weißhand-Kernbeißer

Der Weißhand-Kernbeißer erreicht eine Körperlänge zwischen achtzehn und zwanzig Zentimetern. In seinem Erscheinungsbild weist er eine sehr große Ähnlichkeit mit dem Maskenkernbeißer auf, der zur selben Gattung gehört. Allerdings ist beim Weißhand-Kernbeißer das Schwarz des Kopfes deutlich ausgedehnter. Der Schnabel ist sehr kräftig und kegelförmig. Die Schnabelfarbe ist gelb mit einer schwarzen Spitze. An der Schnabelbasis verläuft ein weißlich graublauer Rand. Die Augen sind braun, die Füße und Beine sind hornfarben. Ein Geschlechtsdimorphismus ist vorhanden. Die Kopfmaske ist beim Weibchen grau und nicht schwarz wie beim Männchen.

## Lebensweise
Das Verbreitungsgebiet des Weißhand-Kernbeißers erstreckt sich vom Südosten Sibiriens über die Mandschurei und Korea, China bis in den Osten Myanmars und den Norden von Laos und Vietnam. Der Lebensraum des Weißhand-Kernbeißers sind bergige und hügelige Habitate. Er bewohnt Nadel, Laub- und Mischwälder sowie Bambusdickichte. Er kommt auch in Gärten sowie in mit Sträuchern bestandenen Feldrainstreifen vor. 

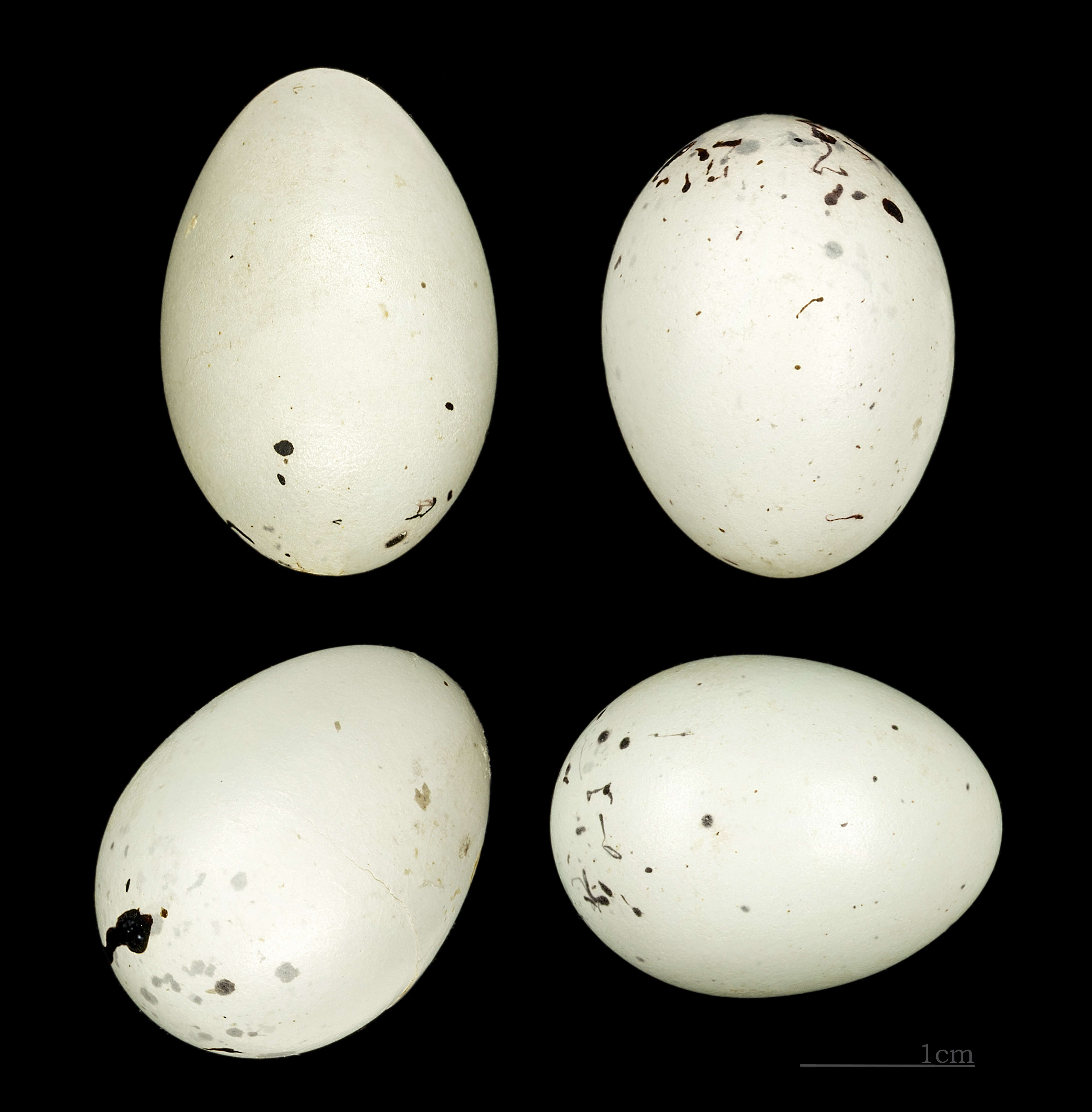
Eophona migratoria

Außerhalb der Fortpflanzungszeit ist der Weißhand-Kernbeißer in kleinen Trupps anzutreffen. Das Gelege besteht aus vier bläulichen Eiern, die eine bräunliche Zeichnung aufweisen. Es brütet allein das Weibchen. Die Brutdauer beträgt 12 bis 13 Tage. Die Jungvögel sind nach zwölf bis vierzehn Tagen flügge. Selbständig sind sie nach weiteren zwei bis drei Wochen.

## Haltung in menschlicher Obhut
Der attraktive Weißhand-Kernbeißer wurde schon in der Mitte des 19. Jahrhunderts nach Europa importiert. 1875 zeigte ihn unter anderem der Zoologische Garten Berlin. Die Erstzucht gelang 1886 einem Berliner Halter.

## Belege